# Савино (Булгаковское сельское поселение)
Савино — деревня в России, расположена в Касимовском районе Рязанской области. Входит в состав Булгаковского сельского поселения. Кроме деревни Савино Булгаковского сельского поселения в Касимовском районе есть еще одна деревня Савино Первинского сельского поселения.

## Географическое положение
Деревня Савино расположена примерно в 12 км к северу от центра города Касимова. Ближайшие населённые пункты — деревни Булгаково и Коростино к югу и деревни Ярыгино и Вырково к западу.
По деревне Савино протекает пересыхающий ручей, впадающий в реку Сынтулка.

## История
Деревня была образована в 1877 г. путём переселения 30 дворов бывших крепостных крестьян помещика Баташова из деревни Мимишкино. Первоначально называлась Савинские выселки, предположительно по фамилии землевладельца. Деревня относилась к Сынтульской волости Касимовского уезда. Согласно переписи 1886 г. в деревне было 42 двора при численности населения 312 чел. В 1905 году в деревне было 50 дворов при численности населения 385 чел.
С 1911 по 1980 год в деревне действовала начальная школа.
С 1929 года деревня входила в состав Коростинского сельского совета (переименованного в 1998 году в Булгаковский сельский округ) Касимовского района.
К северу от деревни проходит магистральный газопровод Нижняя Тура - Пермь - Горький - Центр. В 1974 г. и в 2010 г. неподалеку от д. Савино на нем происходили крупные аварии, сопровождавшиеся взрывом газа . Жертв и пострадавших в авариях нет.

## Население
| 1859 | 1906 | 2010 |
| ---- | ---- | ---- |
| 209  | ↗385 | ↘19  |

## Транспорт и связь
К деревне с юга подходит асфальтированная дорога, связывающая её с районным центром. Регулярное автобусное сообщение отсутствует.
Деревню Савино обслуживает сельское отделение почтовой связи Алёшино (индекс 391336).
На окраине деревни установлен стационарный таксофон. Деревня входит в зону покрытия (местами неуверенного) сотовых операторов Билайн, МТС, МегаФон и Tele2.